# Der Boss der Bosse
Der Boss der Bosse (Originaltitel: Il capo dei capi) ist eine sechsteilige italienische Fernseh-Miniserie. Die Erstausstrahlung erfolgte in Italien zwischen Oktober und November 2007 im Canale 5. Die Reihe ist eine Verfilmung über das Leben des sizilianischen Mafiabosses Salvatore Riina, alias Totò u Curtu. Die Figur wird interpretiert von Claudio Gioè und die Rolle von Bernardo Provenzano von Salvatore Lazzaro. Regie führt Alexis Sweet und Enzo Monteleone. Produziert wurde die Serie von Taodue.

## Handlung
Palermo, 15. Januar 1993: der Superboss der Cosa Nostra Salvatore Riina ist nach 23-jähriger Flucht gefangen genommen worden. Im Gefängnis bekommt er Besuch von seinem Jugendfreund Biagio Schirò. Im Gespräch wird Toto Riina von Biagio aufgefordert sich an deren gemeinsame Vergangenheit zu erinnern:

### Erste Episode (1943–1958)
1943 ist Salvatore Riina schon ein junger Mann im Alter von 13 Jahren. Er lebt in Corleone. Während er auf dem Acker arbeitet findet er eine Bombe aus dem Zweiten Weltkrieg. Der Vater würde gerne das Schießpulver aus der Bombe entnehmen um es den Jägern zu verkaufen um somit sein mageres Einkommen aufzubessern. Jedoch explodiert die Bombe während des Eingriffes und tötet den Vater und den kleinen Bruder von Totò. Totò wird somit Oberhaupt der Familie und ist gezwungen, weiterhin in einer Misere zu leben.
Weil er es leid ist, in ständiger Armut zu leben, beschließt Totò zusammen mit seinen Freunden Bernardo Provenzano (alias Binnu), Calogero Bagarella und Biagio Schirò für Luciano Liggio zu arbeiten. Liggio ist ein sogenannter „picciotto del boss“ und zählt zu den Männern von Michele Navarra. Liggio veranlasst die Entführung und die Ermordung des Gewerkschaftlers Placido Rizzotto.
Während Riina bei seiner täglichen Arbeit das von ihm angebaute Korn zum Müller bringt, bemerkt er, dass der Müller die Bauern um ihr Korn betrügt. Aus Rache beschließt Riina die Tierherde des Müllers zu töten. Um die Familienehre wiederherzustellen, fordert der Sohn des Müllers Totò zum Duell auf. Riina verwundet den Sohn des Müllers tödlich und kommt ins Gefängnis. Während Riina in Haft ist, widmet sich sein Freund Biagio Schirò dem Studium zu.
Nach sechs Jahren Haft kommt Totò wieder frei. Außerhalb des Gefängnis warten auf ihn Bernardo Provenzano, Calogero Bagarella und ein neues Mitglied der Bande, Luciano Maino. Er erfährt, dass Schirò nicht mehr zur Bande gehört.
Zusammen mit Luciano Liggio als Chef der Bande ermorden sie den Mafiaboss Michele Navarra. Schirò, der inzwischen Polizist geworden ist, beginnt mit Kommissar Angelo Mangano gegen die Bande und somit gegen seine ehemaligen Freunde zu ermitteln. Nach dem Tod von Navarra beginnt die Bande sich in Richtung Palermo auszubreiten. In der Zwischenzeit lernt Totò Ninetta Bagarella kennen. Sie ist die jüngere Schwester von Calogero Bagarella. Als fleißige Schülerin besucht sie das Liceo Classico. Er verliebt sich in sie, findet jedoch raus, dass ihre beste Freundin Teresa die Verlobte von Biagio Schirò ist.

### Zweite Episode (1963–1969)
Der ganze Clan aus Corleone (Luciano Liggio, Totò Riina, Bernardo Provenzano, Calogero Bagarella und Luciano Maino) bereitet sich vor nach Palermo zu fahren, um mit den Mafiabossen Salvatore La Barbera und Vito Ciancimino über Geschäfte zu reden. In Corleone besucht Totò regelmäßig seine geliebte Ninetta Bagarella. In Palermo eingetroffen beginnt der Clan aus Corleone sich Respekt zu verschaffen. Zuerst töten sie einen Metzger der eine illegale Ladung Fleisch nicht bezahlen wollte und anschließend einen Buchhalter der sein Schutzgeld an die falsche Familie bezahlt hatte.
Eines Abends während der Clan aus Corleone in einem Night Club ist – dort lernt Maino Maria Nigro kennen, die ihn später überredet sich der Polizei zu stellen-, wird Salvatore La Barbera von Michele Cavataio entführt und ermordet. Alle die dem Clan Barbera angehören, werden ebenfalls ermordet. In der Zwischenzeit erfährt Biagio Schirò von seiner Freundin Teresa, dass Totò nach Corleone kommt, um Ninetta zu besuchen. Der Durchsuchungsbefehl im Hause Bagarella bleibt jedoch erfolglos, da Totò und Calogero sich rechtzeitig verstecken konnten.
Am 30. Juni 1963 wurde in Palermo in Contrada Ciaculli eine mit Sprengstoff vollbeladene Alfa Romeo Giulietta gefunden. Während der Kapitän den Kofferraum öffnet, springt der Wagen in die Luft. Daraufhin sterben sieben Menschen. Als Folge des Verbrechens werden etliche Verdächtige festgenommen. Maino bevorzugt in Palermo bei seiner Freundin zu bleiben, statt sich mit seinen Kameraden zu verstecken.
Eines Abends verspricht Totò seiner Ninetta, dass er sich nicht für die Hausdurchsuchung bei Teresa rächen wird. Ninetta hat jedoch schon jeglichen Kontakt zu Teresa unterbrochen, sodass sie ungestört ihre Beziehung mit Totò aufrechterhalten kann. Etwas später während Totò und Calogero Bagarella aus Corleone flüchten, wird ihr Wagen von einem Polizeitrupp aufgehalten. Totò wird verhaftet während Calogero fliehen kann. Zuerst weist er sich mit falschen Papieren aus. Später wird er jedoch von Biagio erkannt.
Während Teresas Abiturverleihung erfährt sie von Biagio, dass Totò festgenommen worden ist und sie nun in Ruhe heiraten können. Ninetta, die sich gerade in der Nähe der beiden aufhielt, bekommt das Gespräch mit und flüchtet verzweifelt von der Schule. Schirò geht zu den Eltern von Teresa um sich mit ihr offiziell zu verloben. Einige Tage nach der Verhaftung von Totò Riina beginnt Luciano Maino mit dem Richter Cesare Terranova zusammenzuarbeiten und erzählt ihm alles was er weiß. Später wird Luciano Liggio von Kommissar Mangano und Schirò festgenommen.
1969 beginnt der Prozess von Bari. Luciano Maino beschuldigt Riina vor Gericht des Mordes an mehreren Personen. Jedoch gelingt es Riina, Maino als geistesgestört dastehen zu lassen, sodass seine Aussagen nicht ernst genommen werden können. Aufgrund mangelnder Beweise und Drohungen werden Liggio, Riina und alle anderen inhaftierten des Clans freigesprochen. Totò kehrt nach Hause zurück und verlobt sich mit Ninetta. Einige Tage nach dem Prozess wird Luciano Maino in seiner Wohnung von seiner Freundin Maria erhängt aufgefunden.

### Dritte Episode (1969–1978)
Biagio und Teresa sind nun verheiratet und haben einen gemeinsamen Sohn namens Antonio. Riina und sein Clan halten sich im Büro von Michele Cavataio in Palermo auf, der zuvor Salvatore La Barbera eliminiert hatte. Totò Riina, Bernardo Provenzano, Calogero Bagarella und zwei Männer der Familie von Tano Badalamenti (Boss der Cinisi) beabsichtigen Michele Cavataio zu ermorden und verkleiden sich als Militärangehörige der Guardia di Finanza.
Einer der Männer von Badalamenti wird nervös und fängt an vorzeitig zu schießen. Es kommt zu einem Massaker. Bevor sie ins Zimmer von Cavataio gelangen werden fünf Männer erschossen. Cavataio stellt sich tot und in dem Moment, wo Binnu und Calogero sich annähern, dreht er sich um und schießt auf sie. Calogero wird an der Brust getroffen und stirbt. Wütend schlägt Binnu mit der Unterseite seines Gewehrs auf den Schädel von Cavataio ein, bis dieser stirbt. Schirò wird nach Palermo versetzt und beginnt nach dem Massaker “strage di Viale Lazio” zu ermitteln.
In Corleone informiert Totò seine Schwester Arcangela über den Tod ihres verlobten Calogero. Sie bricht in Tränen aus und ohrfeigt ihren Bruder. Totò schickt einen seiner Männer um Ninetta abzuholen – die inzwischen Lehrerin an einer Frauenschule geworden ist – um ihr zu erzählen, was passiert ist. Um an Investitionsgeld für Palermo ranzukommen, lässt Totò den kleinen Antonino Caruso entführen. Dies führt zu Uneinstimmigkeit unter den Mafiabossen in Palermo. Vor allem Stefano Bontade und Giuseppe Di Cristina verurteilen diese Handlung. In der Zwischenzeit wird Vito Ciancimino Bürgermeister der Stadt.
Am 5. Mai 1971 beauftragt Riina seine Soldaten Vito Maranza und Pochet Coffi mit der Ermordung des Generalstaatsanwaltes Pietro Scaglione und im Zuge des Angriffs kommt ebenfalls der Wachtmeister Lo Russo ums Leben. Totò entscheidet sich noch vor der Hochzeit mit Ninetta wegzufahren. Sie lassen sich gemeinsam fotografieren und schicken Arcangela ein Foto von sich. Das Foto wird während einer Polizeidurchsuchung gefunden. Daraufhin wird beschlossen, Ninetta an die Norditalienische Grenze zu bringen, um sie so weit wie möglich von Totò zu entfernen. Während des Prozesses geht Vito Maranza einer von Totòs Männern zu Biagio nach Hause. Er gibt sich als Makler aus und schafft es Teresa und ihren Sohn in ein leeres Apartment zu locken. In dem Rohbau angekommen lässt der Makler beide alleine in der dritten Etage zurück und blockiert den Aufzug. Verzweifelt sucht Teresa einen Weg in das Erdgeschoss. Jedoch findet sie nur versperrte Wege und bekommt es mit der Angst zu tun. Biagio, der sich im Gerichtssaal befindet bekommt mitgeteilt, dass seine Frau und sein Kind nur dann befreit werden, wenn der Richter die Verbannung von Ninetta nach Norditalien aufhebt.
Luciano Liggio wird in Mailand von Kommissar Mangano festgenommen. Daraufhin wird Totò einziger Chef des Clans der Corleonesi und zugleich zu Michele Grecos privilegierten.
Zwei Soldaten von Totò werden mit der Ermordung von Giuseppe Di Cristina beauftragt. Diese machen jedoch einen Fehler und töten seinen Fahrer. In der Zwischenzeit heiraten Totò und Ninetta. Vito Maranza und Pochet Coffi beschatten Giuseppe Di Cristina und finden raus, das dieser mit dem Kommissar Boris Giuliano zusammenarbeitet.
Pippo Calderone, Badalamenti und Di Cristina distanzieren sich immer mehr von Totò und in der darauffolgenden Versammlung fordert Totò das Leben der drei Männer. Ihm wird jedoch nur das Leben von Di Cristina gewährt, jedoch beschließt Totò auch Calderone hinzurichten.
Silvio Albertini, ein loyaler Kollege von Biagio Schirò, findet beim Untersuchen einiger Karten heraus, wo sich Totò Riina, seine Frau Ninetta und Bernardo Provenzano aufhalten. Er ruft Biagio von einer Telefonzelle aus an und bittet ihn vorbeizukommen. In seinem Apartment angekommen findet Biagio die Leiche von Silvio. Unerwartet wird Biagio von Vito Maranza und Pochet Coffi geschlagen. Als er auf dem Boden liegt, kommt Totò dazu und warnt Biagio, dass er seine Familie und vor allem seine Frau Ninetta in Ruhe lassen soll. Er verpasst ihm einen Tritt ins Gesicht und lässt ihn bewusstlos zurück.

### Vierte Episode (1979–1981)
Schirò und Kommissar Boris Giuliano sind mit weiteren Polizeibeamten auf dem Weg zum Flughafen Punta Raisi von Palermo, um dort einige französische Chemiker festzunehmen. Diese waren nämlich nach Sizilien gereist, um Francesco Marino Mannoia (Chemiker der Familie Bontade) zu zeigen wie man Drogen verarbeitet. In der Zwischenzeit findet eine Versammlung mit den größten Mafiabossen statt. Kaum am Flughafen angekommen, wird Kommissar Giuliano telefonisch mitgeteilt, dass er die beiden Franzosen aufgrund von Beweismangel nicht verhaften darf.
Peppe, ein Soldat von Bontade, begleitet Totò nach Hause und erhält eine große Geldsumme um seinen im Sterben liegenden Bruder in Amerika behandeln zu lassen.
Inzwischen haben Totò und Ninetta zwei Kinder bekommen (Concetta und Giovanni) und erwarten ein drittes Kind. Schirò und Kommissar Boris Giuliano spüren die Raffinerie der Corleonesi auf. Nach weiteren Ermittlungen spürt Schirò eine weitere Raffinerie auf dieses Mal handelt es jedoch um die von Bontade. Währenddessen wird Marino Mannoia verhaftet. Nachdem Kommissar Giuliano wieder bei der Polizeiwache angekommen ist erhält er einen Einschüchterungsanruf.
In Punta Raisi wird ein Koffer voller Geld gefunden, der an Bontade adressiert gewesen ist. Bontade verliert nun endgültig die Geduld mit Kommissar Giuliano und ruft seine Verbündeten in Rom an. Er bittet, Giuliano nach Rom versetzen zu lassen und ihn umbringen zu lassen falls er das Angebot nicht annehmen sollte.
Boris Giuliano nimmt die Drohung ernst und schickt seine Familie zum Urlaub in die Berge und verspricht, die darauffolgende Woche nach zu kommen. Er selbst wird jedoch einige Tage später in einer Bar von Leoluca Bagarella (Luchino) ermordet. Währenddessen werden die Wehen bei Ninetta immer stärker. Sie wird in ein Krankenhaus gebracht. Es handelt sich jedoch um einen falschen Alarm.
In der Stadt befindet sich nun jemand der schlecht verarbeitete Drogen verkauft. Totò findet raus, das dieser jemand Tanino heißt. Er gehört zum rechten Arm von Salvatore Inzerillo. Totò versucht seine Freundschaft zu gewinnen.
In Palermos bester Klinik bringt Ninetta ihr drittes Kind Giuseppe auf die Welt. Sie wird im Krankenhaus von Teresa erkannt – die gerade im Krankenhaus erfahren hatte, dass sie schwanger sei. Völlig erschrocken schnappt sich Ninetta ihr Kind und flüchtet mit ihrem Bruder Leoluca aus dem Krankenhaus. Aufgeregt ruft Teresa Biagio an, um ihm von dem Vorfall mitzuteilen. Auch Totò bekommt den Vorfall mit und schickt seine Soldaten ins Krankenhaus um Teresa umzubringen. Teresa gelingt die Flucht und befindet sie sich völlig verängstlich in einem Schockzustand. Im selben Moment verliert sie ihr Kind und wird von Schirò gefunden.
Um sich nicht mehr solchen Gefahren auszusetzen, entscheidet sich Teresa gemeinsam mit ihrem Kind Antonio nach Rom zu ziehen. Nach einiger Zeit wird sie von Biagio eingeholt.
Nach einem Gespräch mit Schirò, entscheidet sich der Richter Gaetano Costa den Haftbefehl gegen alle Mafiabosse von Palermo zu unterschreiben. Daraufhin wird er von Bontades Männern erschossen. In der Zwischenzeit wird Cesare Terranova zum Justizamt von Palermo geschickt. Auch er wird von Totò ermordet. Kaum haben die Bosse aus Palermo Terranova erschossen, entscheiden sie sich auch Totò zu eliminieren. Riina verlässt daraufhin seine Behausung – auch weil seine Wohnung Stefano Bontade gehörte. Alle Palermitaner sind nun gegen Totò.
Mit der Hilfe von Tanino und Peppe, gelingt es Riina allen Attentaten zu entkommen. Nach kurzer Zeit lässt er Stefano Bontade, Salvatore Inzerillo und ihre Familienangehörige umbringen. Dieses Massaker wird auch als seconda guerra di mafia (2. Mafiakrieg) bezeichnet. Am Ende der vierten Episode kommt John Gambino, der größte amerikanische Mafiaboss, nach Sizilien um das Gemetzel zu stoppen. Totò Riina verspricht ihm, dass kein Ehrenmann mehr ermordet wird.

### Fünfte Episode (1982–1987)
Die fünfte Episode beginnt mit Pio La Torre. Er ist ein Kommunist, der zum einen eine Debatte in Corleone führt, um den Bau einer Militärbasis in Comiso zu verhindern und zum anderen eine Debatte gegen die vereinigte Kommission führt. In der Kommission arbeitet ein gewisser Apuzzo. Er ist ein Freund von Tommaso Buscetta und gibt vor, ein treuer Freund von Totò Riina zu sein. Kommissar Mangano ist nun pensioniert. Er schlägt dem Magistrat vor, Schirò als Joker einzusetzen um alle flüchten Mafiabosse aufzuspüren. Er kehrt nach Corleone zurück um Schirò mitzuteilen, dass er nach Palermo gehen soll, um mit Giovanni Falcone, Paolo Borsellino und Rocco Chinnici zusammenzuarbeiten.
Während Totò mit seinem Sohn Giovanni spielt, ist Ninetta erneut schwanger und macht sich Sorgen über die Pläne ihres Mannes. Totò entscheidet sich ein Paar von seinen Soldaten versammeln zu lassen und befiehlt ihnen Pio La Torre zu ermorden. General Carlo Alberto Chiesa wird nach Palermo beordert. Als erstes beauftragt der General seine Männer, die Steuereinnahmestelle von Ignazio Salvo zu durchsuchen. Ein machtvoller Mensch, der mit der Mafia verwickelt ist. Wenig später wird Dalla Chiesa und Rocco Chinnici von Riinas Soldaten und Nitto Santapaola ermordet. Inzwischen hält sich Apuzzo in Brasilien bei Tommaso Buscetta auf. Totò erfährt davon und lässt Apuzzo und alle Familienangehörige von Buscetta ermorden. Buscetta wird wegen Drogenhandel festgenommen. Im brasilianischen Gefängnis wird er gefoltert. Er verweigert jedoch jede Aussage. Er wird nach Italien überliefert und fängt an mit Giovanni Falcone zusammenzuarbeiten. Er erklärt die Struktur von Cosa Nostra. Nach dem Verhör werden hunderte von Personen festgenommen unter den festgenommenen befindet sich auch Vito Ciancimino.
Am 28. Juli 1985 wird Kommissar Giuseppe Montana ermordet. Er ermittelte zusammen mit Biagio über die Toten im Zweiten Mafiakrieg. Des Mordes wird ein junger Mann beschuldigt. Im Polizeirevier wird der junge Mann von einem wütenden Polizisten so heftig geschlagen, dass dieser zusammenbricht und stirbt. Der Polizeipräsident informiert Falcone über das Geschehen. Infolgedessen wird von der Magistratur eine Untersuchung über den Vorfall eingeleitet. Teresa und Antonio kehren von Rom wieder nach Palermo zu Schirò zurück. Am 16. August 1985 wird Ninni Cassarà vor den Augen seiner Frau und seines Kindes ermordet. In der landesgerichtlichen Strafanstalt von Asinara in Sardinien bereiten Falcone und Borsellino den [Maxi-Prozess] vor. Am Ende des Prozesses werden Riina und Provenzano trotz Abwesenheit verurteilt, während Michele Greco, Luciano Liggio und viele Anwesende im Tribunal zu lebenslanger Haft verurteilt werden. Diese Episode endet, mit einer Schießerei zwischen Schirò, Vito Maranza und Leoluca Bagarella. In dieser Schießerei wird Vito Maranza von Biagio erschossen. Biagio wird selbst schwer verletzt.

### Sechste und letzte Episode (1988–1993)
Biagio Schirò hat sich während der Schießerei mit Leoluca Bagarella und Vito Maranza ernsthaft verletzt. Er wird ins Krankenhaus gebracht und überlebt glücklicherweise. Totò Riina ist nervös unter anderem, weil er zu lebenslanger Haft verurteilt worden ist. Ignazio Salvo versichert Totò, dass das Gerichtsurteil im Kassationsgerichtshof modifiziert wird. Totò beauftragt Luchino mit der Beschattung von Ignazio Salvo.
Für das Amt, leitender Richter am Obersten Richterrat von Palermo gibt es zwei Kandidaten: Giovanni Falcone und Antonino Meli. Falcone ist zwar der populärste Kandidat, jedoch wurde Meli für dieses Amt beauftragt. Riina beauftragt Pino Scarpuzzedda und Luchino mit der Ermordung von Giovanni Falcone. Scarpuzzedda organisiert ein Attentat am Strandhaus des Rechtsanwalts Addaura in der Nähe von Mondello, das jedoch misslingt. In den darauffolgenden Tagen begeht Scarpuzzedda zwei Raubüberfälle im Revier des Bosses Pietro Aglieri. Dabei handelt es sich um einen Banküberfall und um einen Überfall bei einem Juwelierhändler. Totò ist das eigenständige Handeln von Scarpuzzedda leid und lässt ihn ermorden.
Falcone wird nach Rom versetzt. Ninuzzo Schirò entscheidet sich in die Fußstapfen seines Vaters zu treten und wird ebenfalls Polizist. Die Revision des Gerichtsurteils des Maxi-Prozess am Kassationsgerichtshof wird abgelehnt. Daraufhin lässt Riina Salvo Lima ermorden. Einige Tage später treffen sich Totò Riina und Giovanni Brusca um ein Attentat auf Giovanni Falcone zu organisieren.
Am Tag des Attentats befindet sich der Rechtsanwalt Giovanni Falcone mit seiner Frau, der Rechtsanwältin Francesca Morvillo und einem Schutztrupp auf dem Weg nach Palermo. Beim Überqueren einer mit Sprengstoff vollbeladenen Brücke explodiert die Brücke. Giovanni Falcone, seine Frau und die Eskorte sterben bei diesem Attentat. Ungefähr zwei Monate später fällt Rechtsanwalt Paolo Borsellino einem Attentat zum Opfer. Auch Ignazio Salvo wird von Totòs Männern ermordet. In der Zwischenzeit wird Vito Ciancimino vom Karabinier-Chef kontaktiert, um dem Gemetzel eine Ende zu bereiten. Riina entscheidet sich, mit dem Staat zu verhandeln und bereitet ein Schreiben vor mit all seinen Forderungen.
Binnu ist nicht mit dem „Krieg gegen alle Institutionen“, den Totò eingeleitet hat, einverstanden und führt mit ihm eine heftige Diskussion, während sie gemeinsam mit Ninetta und Luchino zu Mittag essen.
Eines Abends wird Baldassare Di Maggio alias Balduccio – ein Soldat von Totò Riina – während er mit seinem Wagen unterwegs ist, von einer Polizei angehalten. Er wird verhaftet und ins Polizeirevier gebracht. Er entscheidet, mit der Polizei zusammenzuarbeiten und lässt Totò Riina verhaften, indem er der Polizei Totòs Aufenthaltsort in Palermo verrät.
Nach der Verhaftung von Riina, kehren seine Frau Ninetta und ihre Kinder (Concetta, Giovanni, Giuseppe e Lucia) wieder zurück nach Corleone. In Totòs Haus nehmen Luchino, Binnu und Giovanni Brusca alle Dokumente mit, die ihnen zum Verhängnis werden könnten. Die Episode endet mit einem Dialog zwischen Biagio Schirò und Totò Riina.

## Hintergrund
Die Dreharbeiten fanden überwiegend in der Gegend von Ragusa und zum Teil auch in Catania statt. Die Dreharbeiten zu Corleone wurden in Monterosso Almo gemacht, während der Flughafen von Palermo in Wirklichkeit der Flughafen Catania ist. Diverse Szenen wurden auch in Vittoria, Acate und in Teilen von Marina di Ragusa, Donnalucata und in Scicli gedreht.
Die Figur Biagio Schirò ist zumindest in Teilen an den Polizisten Biagio Melita angelehnt, der 1963 während einer Straßensperre Totò Riina hat festnehmen lassen.
In der sechsten Folge wurde echtes Filmmaterial der Verhaftung von Totò Riina aus dem Jahr 1993 übertragen.
Der Polizeibeamte, der Riina nach der Verhaftung fotografierte, ist der Regisseur Alexis Sweet.
Die Familienangehörigen von Mario Francese haben gegen Mediaset und gegen die Drehbuchautoren des Films geklagt. Im Film wird die Person Mario Francese nicht dargestellt, dagegen jedoch die zum Teil frei erfundene Person Biagio Schirò.
Ninetta Bagarella, die Frau von Totò Riina, hat bekannt gegeben, dass sie die Absicht hat, die Drehbuchautoren des Films zu verklagen, weil dieser Film massiv ihren Ruf geschädigt hat.

## Rezeption
Totò Riina hat vom Gefängnis aus jeden Donnerstag alle sechs Teile des Films verfolgt. Am Ende der Reihe soll er mit der Interpretation seiner Person durch Claudio Gioè zufrieden gewesen sein.
Antonio Ingroia, der PM der Dda von Palermo behauptet, dass Filme wie „Der Boss der Bosse“ eine schädigende Wirkung auf den Zuschauer haben, weil sie ein positives Bild über Mafiaverbrecher erzeugen können. Während eines Schulbesuches in Palermo hat Ingroia einige Schüler gefragt, wer ihrer Meinung nach die sympathischste Person im ganzen Film gewesen sei und alle haben Totò Riina geantwortet. In einer früheren Befragung haben dieselben Schüler ausgesagt, dass die Mafia eine schädigende Vereinigung sei und niemals dazugehören möchten. In der Sendung „Viva Voce“ auf Radio 24 hat Ingroia erklärt, dass er gegen eine Zensur des Films ist.
Pino Pisicchio ist der Meinung, dass dieser Film die Person Salvatore Riina als armen sizilianischen Unglücksraben darstellt mit einem sympathischen Gesicht. Der damalige Justizminister Clemente Mastella ist der Meinung gewesen, dass dieser Film nicht ins Fernsehen hätte kommen sollen.
Der Soziologe Antonio Marziale, der sich um die Rechte von Minderjährigen kümmert und Mitglied der ministeriellen Kommission ist, ist der Meinung, dass die Botschaft die den jugendlichen geboten wird, aus pädagogischer Sicht destruktiv ist und nicht als soziales Engagement definiert werden kann. Wäre statt diesem Film ein Pornofilm zur Hauptsendezeit gelaufen, so hätte dieser mit Sicherheit eine weniger schädigende Wirkung gehabt.
Andrea Camilleri sagt in der Tageszeitung La Stampa aus: „Ich bin der Meinung, dass die einzige Literatur über die Mafia nur aus den Protokollbüchern der Polizei und der Carabinieri kommen darf und aus den Gerichtsurteilen der Magistratur.“
Claudio Gioè hat zugegeben: „Es ist klar, dass Riina auch die Kapazität besitzt, Menschen zu verführen. Es ist nicht möglich, dass die bösen nichts anderes als böse sein können. Es wäre lächerlich gewesen, die ganze Zeit einen Bösewicht zu spielen, der die ganze Zeit grinst. Wir Sizilianer wissen, dass die Mafia verführerisch sein kann.“

## Differenzen mit den historischen Ereignissen

### Biagio Schirò
Biagio Schirò ist eine fiktive Person und entsprang der Fantasie der Drehbuchautoren. Die Figur Schirò soll alle Personen vertreten, die gegen die Mafia gekämpft haben. Er ist ein Jugendfreund von Totò Riina. Als Waisenkind arbeitet er gemeinsam mit Riina auf dem Land. Als Riina wegen Mordes ins Gefängnis kommt, widmet sich Biagio dem Studium. Nach einigen Jahren wird er Polizist. Er heiratet Teresa und setzt seine Ermittlungen gegen Totò Riina fort. Kollegen, die ihn unterstützen, werden fast alle umgebracht. Am Ende wird Schirò in einem Feuergefecht mit zwei Soldaten von Totò Riina ernsthaft verletzt. Er überlebt und nach vielen Bemühungen wird Riina endgültig verhaftet. Am Ende schafft es Schirò noch ein letztes Mal mit Riina zu reden.

### Luciano Maino
Auch bei Luciano Maino handelt es sich um eine fiktive Person. Inspiriert wird er jedoch durch die Person Luciano Raia. Raia ist ein ehemaliger Killer der Cosa Nostra der seine Taten bereut hat und im Nachhinein mit der Polizei zusammengearbeitet hat. Seine Aussagen führten zum Prozess von Bari im Jahre 1969. Im Gegensatz zu der im Film gespielten Figur hat er sich nicht erhängt. Im Prozess von Bari hat man seinen Aussagen nicht geglaubt. Man erklärte ihn für geistesgestört und lieferte ihn in eine Irrenanstalt ein, wo er ein Jahr später starb.

### Weitere Differenzen
- Die Figur des Kommissar Angelo Mangano wurde stark fiktionalisiert. Zudem sagt Mangano in einem Gespräch mit Schirò, dass er aus einem Vorort von Syrakus kommt. Dagegen kommt der wahre Mangano aus einem Vorort von Catania.
- In der ersten Episode wird Michele Navarra viel älter vorgestellt als er in Wirklichkeit war. In der Auseinandersetzung mit Placido Rizzotto behauptet er, dass er als Soldat im Ersten Weltkrieg gekämpft hat. Dies wäre in Wirklichkeit völlig unmöglich gewesen, da Navarra im Jahre 1905 geboren wurde.
- In der dritten Episode erscheint Leoluca Bagarella zu Beginn der Siebzigerjahre fast wie ein Teenager. In Wirklichkeit war er fast 30 Jahre alt.
- Im Film wird Leoluca Bagarella als erbarmungsloser Killer aus Corleone dargestellt uns gilt als kleiner Bruder von Ninetta Bagarella. In Wirklichkeit ist er jedoch zwei Jahre älter als Ninetta.
- In der zweiten Folge wird eine Schießerei gezeigt, die auf dem Vucciria-Markt in Palermo stattgefunden haben soll während des „Ersten Mafia-Krieges“. Jedoch fand diese Schießerei auf einem Fischmarkt in Palermo statt, auf der Via Empedocle Restivo.
- In der zweiten Episode, stellt Liggio Totò Riina die wichtigsten Mafiafamilien vor. Unter den genannten wird auch Calogero Ganci genannt. Was völlig unmöglich ist, da Calogero Ganci zu dieser Zeit noch ein Säugling gewesen ist. Gemeint war aller Wahrscheinlichkeit sein Vater Raffaele Ganci.
- In der dritten Episode wird das Massaker von Viale Lazio gezeigt. Im Film sterben sieben Personen. In Wirklichkeit gab es jedoch sechs Tote.
- In der dritten Episode sind während des Mordes an dem Mafiaboss Riesi Giuseppe Di Cristina zwei Fehler zu erkennen. In Wirklichkeit sind während des missglückten Attentats seine beiden Bodyguards gestorben und im Film ist nur einer zu sehen. Di Cristina wurde in Wirklichkeit an einer Bushaltestelle und nicht wie im Film gezeigt vor dem Eingang seines Hotels ermordet.
- In der dritten Episode wird 1971 Antonio Caruso entführt. Im Film wird er wie ein Kind dargestellt. In Wirklichkeit war er jedoch schon 21 Jahre alt.
- In der dritten Folge erfolgt das missglückte Attentat auf Mafiaboss Riesi Giuseppe Di Cristina noch vor der Hochzeit von Totò Riina. Riina heiratete jedoch 1974, das Attentat war 1978.
- In der vierten Episode wird Giuseppe Riina 1979, direkt nach dem Attentat an Boris Giuliano, geboren. Jedoch kam Giuseppe Riina schon 1977 auf die Welt.
- In der vierten Episode erschießt Leoluca Bagarella Boris Giuliano mit einem einzigen Schuss in die Brust. In Wirklichkeit waren es jedoch sieben Schüsse in den Rücken.
- In der fünften Episode kritisiert der Prokurator Giovanni Pizzillo die Beziehung zwischen Falcone und Morvillo. Er beschuldigt Morvillo, das Image der Magistratur zu schädigen, wenn sie unverheiratet ein Kind bekommt. In Wirklichkeit war Morvillo zu der damaligen Zeit schon geschieden und hat nie Kinder gehabt.
- In der fünften Episode am Eingang des Maxi-Prozess wurde Tommaso Buscetta mit Beschimpfungen und Schreien der Angeklagten empfangen. Tatsächlich war es totenstill, während Buscetta in den Gerichtssaal hineingetreten ist.
- Im Film wird der Killer Pochet Coffi (Sergio Friscia) der Person Mario Prestifilippo gewidmet, der für die Corleonesi bis 1987 diente.